# Live (Tenacious D)
Live è il primo album dal vivo del gruppo rock statunitense Tenacious D. Prodotto da John Spiker, fu pubblicato il 27 novembre 2015 dalla Columbia Records in formato LP in vinile, e il 15 gennaio 2016 per il download digitale. Il disco contiene materiale registrato durante il tour Rize of the Fenix del 2012 e l'European Tour del 2013. L'album include cinque brani tratti dall'album di debutto della band, cinque brani tratti dall'album Rize of the Fenix, e una canzone dall'album The Pick of Destiny.

## Tracce
- Tutti i brani sono opera di Jack Black & Kyle Gass, eccetto dove indicato diversamente.

1. Rize of the Fenix (Jack Black, Kyle Gass, John Kimbrough) - 4:23
2. Low Hangin' Fruit - 3:22
3. Kielbasa - 3:06
4. Friendship - 2:17
5. Throw Down - 3:12
6. 39 - 3:33
7. The Metal (Black, Gass, John Konesky, John King) - 3:05
8. Roadie - 3:26
9. Wonderboy - 4:00
10. Tribute - 4:50
11. Fuck Her Gently - 3:22

## Formazione
- Jack Black – voce, chitarra acustica
- Kyle Gass – chitarra acustica, cori
- John Konesky – chitarra elettrica
- John Spiker – basso, pianoforte
- Brooks Wackerman – batteria (2012)
- Scott Seiver – batteria (2013)